# Liste des divinités slaves

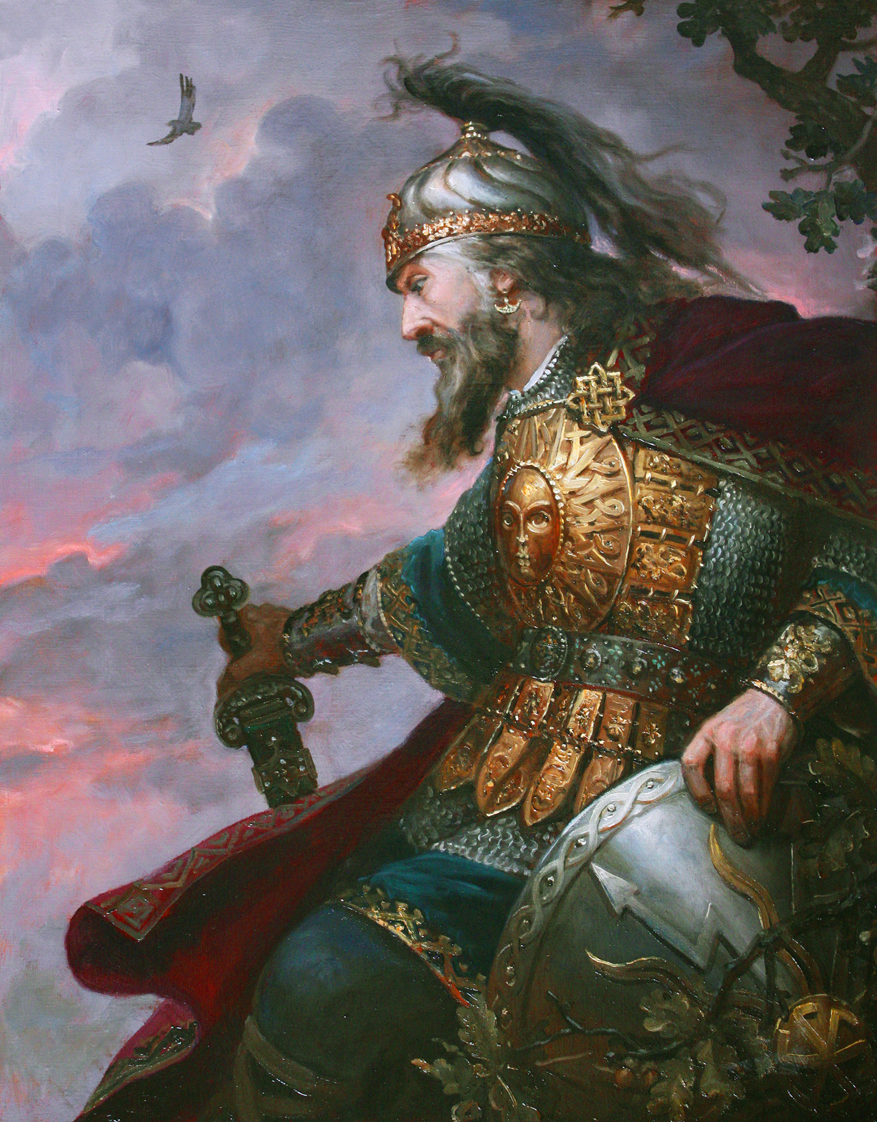
Péroun.

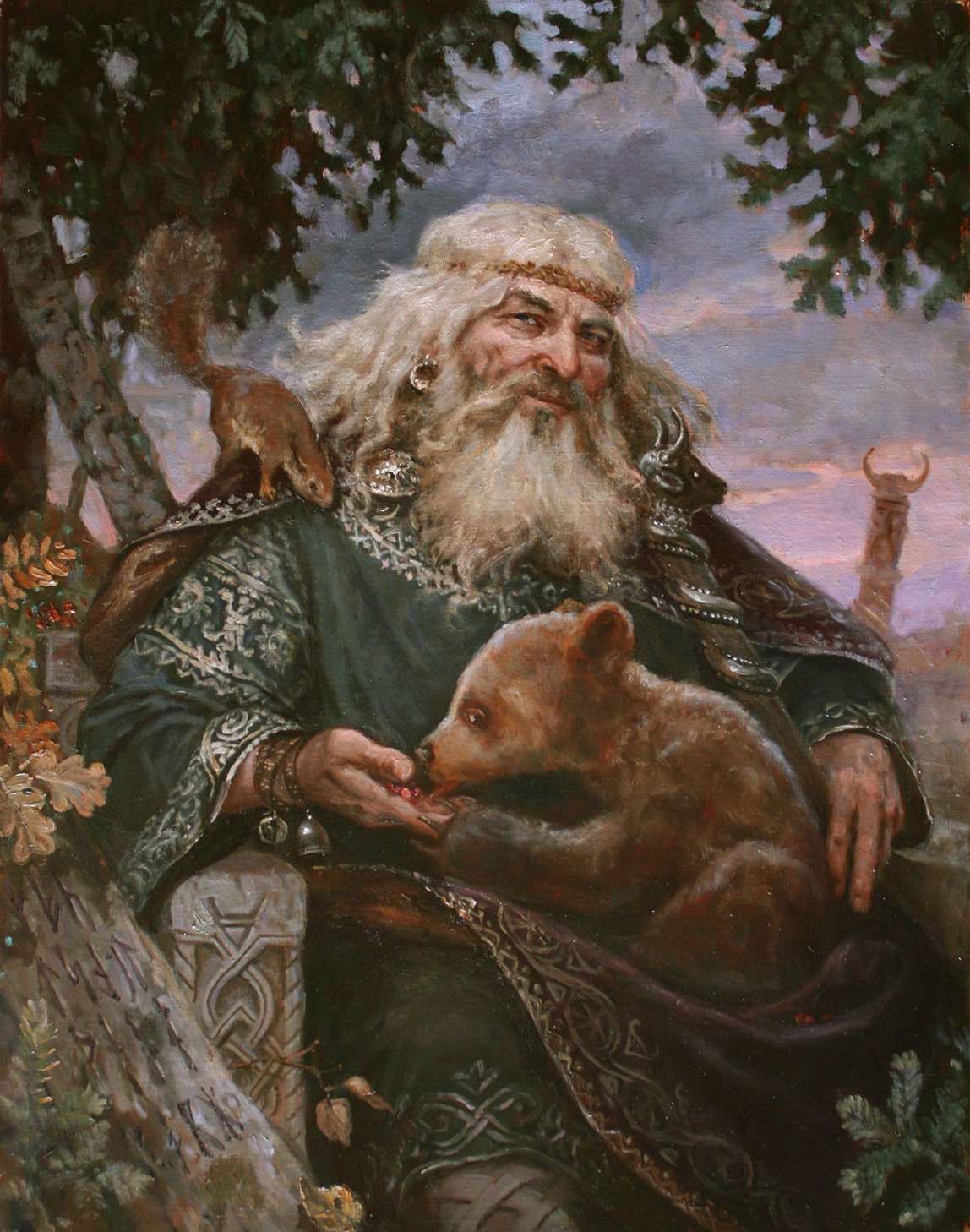
Vélès.

Cette liste répertorie les dieux et les créatures de la mythologie slave.

## Description
Les Slaves païens étaient polythéistes, c'est-à-dire qu'ils vénéraient de nombreux dieux et déesses. Les dieux des Slaves sont principalement connus grâce à un petit nombre de chroniques et de letopises, des sermons chrétiens peu précis contre le paganisme. D'autres sources, plus nombreuses, dans lesquelles les théonymes slaves sont conservés comprennent les noms, les noms propres, les noms de lieux, les fêtes populaires et la langue, y compris les dictons.
Les informations sur le paganisme slave, y compris sur les dieux, sont rares . Au cours des missions de christianisation, les divinités ont été diabolisées afin de dissuader les gens de les adorer, mais leurs caractéristiques et leurs fonctions ont été reprises par les saints, ce qui était censé rendre la nouvelle religion moins étrangère.

## Divinités suprêmes
Sur la base des mythes reconstitués autour des figures de Péroun, le dieu de l'orage et du tonnerre, ainsi que des guerriers et de Vélès le dieu de la guerre, du bétail et de la richesse, protecteur des marchands, des chasseurs et des agriculteurs, des spécialistes estiment que ces deux dieux sont des divinités suprêmes, que l'on retrouve principalement dans le mythe de la création slave. Selon des érudits, une paire de ces dieux prouve le « dualisme slave », mais il n'y a pas de consensus sur ce point et ceux qui supposent qu'un tel dualisme dans la mythologie a pu exister, soulignent que le dualisme slave n'était probablement pas aussi extrême que dans le christianisme ou le zoroastrisme.
D'autres divinités sont Dajbog, dieu du soleil et des moissons et Svarozhits (en).

## Divinités

### Dieux majeurs
- Rod - père des dieux, créateur de tout ce qui existe.
- Péroun - dieu du tonnerre, des éclairs et de la guerre.
- Svarog - dieu du feu, parfois représenté comme un dieu forgeron.
- Vélès (ou Volos) - dieu de la terre, des eaux, et de l'au-delà.
- Dajbog - dieu du soleil et des moissons, fils de Svarog. Peut-être un culture hero (en) et une source de richesse et de puissance.
- Zywienia - déesse de la nourriture.
- Yarilo - dieu de la végétation, de la fertilité et du printemps, aussi associé à la guerre et à la moisson.
- Morana - déesse de la moisson, de la sorcellerie, de l'hiver et de la mort.
- Siwa - déesse de l'amour et de fertilité.
- Svantovit - dieu de la guerre, de la fertilité et de l'abondance.
- Triglav - dieu à trois têtes.
- Zaria - déesse de la beauté.
- Zorya - trois (ou deux) déesses gardiennes qui représentent les étoiles du matin, du soir et de minuit.

### Autres dieux
- Avsien - dieu des récoltes.
- Belobog - le dieu blanc, dont on suppose qu'il serait un dieu de la lumière et du soleil.
- Berstuk - mauvais, dieu wendes de la forêt.
- Tchernobog - le dieu noir, censé être l'opposé de Belobog
- Didilia - déesse de la fécondité féminine et des naissances.
- Dodola - déesse de la pluie, parfois considérée comme la femme de Péroun.
- Dogoda - esprit polonais du vent d'ouest, associé à l'amour et à la douceur.
- Dziewona - déesse vierge de la chasse, équivalent à la déesse latine Diane ou à l'Artémis grecque.
- Dzydzilelya - déesse polonaise de l'amour, du mariage, de la sexualité et de la fertilité.
- Flins - dieu wendes de la mort.
- Hennil - prétendu dieu agraire.
- Hors - dieu du soleil d'hiver, de la guérison, de la survie, et du triomphe de la santé sur la maladie.
- Ipabog (en) - dieu de la chasse.
- Juthrbog (en) - dieu wendes de la lune.
- Karewit (en) - protecteur wendes de la ville de Charenza (en)
- Khors - dieu du soleil d'été.
- Koupalo - dieu du soleil, de la réincarnation et de la purification de l'eau.
- Kresnik - dieu du feu.
- Kupala - déesse de la fertilité.
- Koliada (en) - déesse du ciel, responsable du lever du jour.
- Lada - Fakelore déesse de l'harmonie, la gaieté, la jeunesse, l'amour et la beauté.
- Marowit (en) - dieu wende des cauchemars.
- Marzyana - déesse polonaise du grain.
- Matka Gabia (en) - déesse polonaise du foyer et de la maison.
- Mokoch - déesse liée aux activités féminines telles que la tonte, le filage et le tissage.
- Myesyats (en) - dieu de la Lune.
- Oynyena Maria (en) - déesse polonaise du feu qui assiste Péroun.
- Oźwiena (en) - déesse de l'écho, des rumeurs, de la renommée et de la gloire.
- Peklenc (en) - dieu du monde souterrain et juge divin.
- Percunatel (en) - déesse polonaise, supposément la mère de Péroun.
- Pereplut (en) - déesse de la boisson et des revers de fortune.
- Podaga - dieu wende du climat, de la pêche, la chasse et de l'agriculture.
- Porewit - dieu de la forêt, qui protégeait les voyageurs égarés et punissait ceux qui maltraitaient la forêt.
- Prove - dieu de la loi, de l'ordre et du jugement.
- Radegast - dieu de la guerre, du soleil, de l'hospitalité, des cultures et de la fertilité.
- Rugiewit - personnification locale de Péroun, vénéré par les membres des Rani à Charenza.
- Siebog - dieu de l'amour et du mariage, époux de Živa.
- Siliniez (en) - dieu forestier polonais pour qui la mousse végétale était sacrée.
- Simargl - dieu des troupeaux et du blé (hypothétique).
- Stribog - dieu et esprit des vents, de l'air et du ciel.
- Sudice (en) - les Moires de la mythologie polonaise qui tissaient le destin, la fortune, le jugement et dans certains cas le sort quand un enfant était né.
- Sudz (en) - dieu polonais du destin et de la gloire.
- Svarožic - dieu solaire.
- Tawals (en) - dieu des prés et des champs.
- Varpulis (en) - dieu des orages et équivalent de Péroun.
- Zeme - déesse de la terre.
- Zirnitra - dieu dragon de la sorcellerie.
- Zislbog (en) - déesse wende de la Lune, aussi connue comme Kricco, déesse des semences.
- Złota Baba - déesse polonaise aussi connue comme "la Femme d'Or".
- Żywie (en) - déesse de la santé et de la guérison.

## Esprits et démons
- Ala - démon du mauvais temps
- Baba Yaga - sorcière qui mange les petits enfants et qui habite dans une maison montée sur des pattes de poulet.
- Bagiennik - démon aquatique qui habite dans les lacs et les rivières.
- Bannik - un esprit des bains qui a le pouvoir de prédire l'avenir.
- Bies - un esprit maléfique.
- Bloud - mauvais esprit responsable de la désorientation
- Boginki (en) - esprit polonais qui volait les bébés et les remplaçait avec de l'Odmience (en)
- Dola (en) - esprit protecteur.
- Domovoi - esprit protecteur de la maison.
- Drekavac - une créature qui vient de l'âme d'un enfant mort non baptisé.
- German (en) - esprit masculin lié à la pluie et à la grêle.
- Karzełek - créatures habitant les mines et qui protègent les mineurs.
- Kikimora - esprit de la maison féminin, parfois perçue comme la femme du Domovoï.
- Koschei - créature maléfique qui ne peut être tuée car son âme est séparée de son corps.
- Leshy - esprit de la forêt qui protège les animaux sauvages et les forêts.
- Likho - personnification du mauvais sort et de la malchance.
- Polevik - esprits des prés qui apparaissent à midi ou au coucher du soleil.
- Polunocnica (en) - "la Dame de Minuit", un démon féminin qui effrayait les enfants la nuit.
- Pscipolnitsa (en) - 'la Dame de Midi", un démon féminin qui parcourt les champs et frappe les travailleurs de coups de chaleur.
- Raróg - créature qui peut se changer en tornade.
- Rusalka - esprit féminin malveillant, proche des nymphes aquatiques, succubes ou sirènes qui parcourt les cours d'eau.
- Shishiga - créature féminine qui harcèle les gens et apporte le mauvais sort aux ivrognes.
- Skrzak - lutin volant.
- Stuhać - créature démoniaque qui vit dans les montagnes.
- Topielec - esprit malveillant représentant les âmes d'hommes morts noyés.
- Vampir (en) - revenant qui se nourrit du sang des vivants.
- Vila - esprit semblable aux fées.
- Vodianoï - esprit des eaux masculin.
- Zduhać - homme avec des capacités surnaturelles extraordinaires.

## Créatures
- Alkonost - un oiseau légendaire avec la poitrine et la tête d'une femme.
- Bukavac - monstre cornu à six pattes qui vit dans les lacs et qui attaque à la nuit tombée.
- Cikavac - animal volant qui exauce les vœux de son propriétaire et qui lui permet de comprendre le langage des animaux.
- Gamayun - un oiseau prophétique avec une tête de femme.
- Oiseau de feu - oiseau magique rayonnant qui peut amener bénédiction ou ruine à son propriétaire.
- Psoglav - créature démoniaque avec un corps d'homme et des sabots de cheval, une tête de chien et des dents en fer.
- Simargl - père de Skif, fondateur de la Scythie ; Souvent représenté comme un gros chien avec des ailes.
- Sirin - créature avec la tête et la poitrine d'une femme et le corps d'un oiseau.
- Zmeï - créature ressemblant à un dragon.
- Zlydzens - créature mi-chien, mi-chat (Biélorussie et Ukraine)